# Synagoga w Zamościu (ul. Pereca 8)
Synagoga w Zamościu – prywatny dom modlitwy znajdujący się w Zamościu, przy ulicy Pereca 8
Synagoga została zbudowana w XIX wieku. Podczas II wojny światowej, hitlerowcy zdewastowali synagogę. Obecnie budynek synagogi jest wykorzystywany do innych celów.